# Montigny-sur-Vence
Montigny-sur-Vence é uma comuna francesa na região administrativa de Grande Leste, no departamento das Ardenas. Estende-se por uma área de 8,24 km². Em 2010 a comuna tinha 253 habitantes (densidade: 30,7 hab./km²).